# Сицилійський клан (фільм)
Сицилійський клан (фр. Le Clan des Siciliens) — кримінальна драма Анрі Вернея за однойменним романом Огюста Ле Бретона. Головні ролі у фільмі зіграли зірки французького кіно — Жан Габен, Ален Делон і Ліно Вентура.

## Сюжет
Голова мафіозного сицилійського клану у Парижі Вітторіо Маналезе (Жан Габен) допомагає молодому гангстерові Роже Сарте (Ален Делон) здійснити втечу з фургону, що перевозив його до в'язниці з Палацу правосуддя. Бажаючи виїхати з Франції та розуміючи, що для цього необхідна велика сума грошей, Сарте пропонує старому Маналезе зухвалий план викрадення унікальної колекції коштовностей, зібраної в Римі для виставки у Нью-Йорку. Вітторіо збирає команду для викрадення коштовностей, для цього вони повинні захопити літак, що перевозитиме коштовності з Європи до США …

## У ролях
- Ален Делон — Роже Сарте
- Жан Габен — Вітторіо Маналезе
- Ліно Вентура — комісар Ален Ле Ґоф
- Ірина Демик[fr] — Жанна Маналезе
- Сідней Чаплін (молодший) — Жак (пілот в банді)